# Бататаис (фудбалер)
Алгисто Лоренцато (Бататаис, 20. мај 1910 — Рио де Жанеиро, 16. јул 1960),  обично познат као Бататаис (по бразилском граду у којем је рођен), био је фудбалски голман.